# Кьеути
Кьеути (итал. Chieuti) — коммуна в Италии, располагается в регионе Апулия, в провинции Фоджа.
Население составляет 1783 человека (2008 г.), плотность населения составляет 29 чел./км². Занимает площадь 61 км². Почтовый индекс — 71010. Телефонный код — 0882.
Покровителем коммуны почитается святой Георгий, празднование 23 апреля.

## Демография
Динамика населения:

## Администрация коммуны
- Официальный сайт: